# Bednai Nándor
Bednai Nándor (Budapest, 1933. január 2. – Budapest, 2013. augusztus 10.) Balázs Béla-díjas magyar rendező, a Magyar Televízió örökös tagja.

## Életpályája
1949–1953 között a Színház- és Filmművészeti Főiskola filmrendező szakán tanult. 1953–1956 között a Magyar Rádió és Televízió rendezője volt, ahol kísérleti műsorokban dolgozott. 1957-ben letartóztatták és elbocsátották. 1957–1968 között az Autófelszerelési Cikkek Gyárában volt segédmunkás, majd az Iskolai Filmintézet filmnegatívvágója és világosítója lett. 1968–1972 között a Magyar Televízió külső munkatársa, 1972-től rendezője volt; elsősorban ünnepi műsorokat készített. 1986-tól a Magyar Televízió Kis Színházának művészeti vezetője volt.

## Filmjei
- Hazamegyek (1952)
- Hólyagférgesség (1957)
- Az autó (1962)
- Ha én egyszer kinyitom a számat (1964)
- Botrány az operában (1964)
- Salamon est (1964)
- Budapest, Te csodás (1965)
- Csak a szépre emlékezem (1965)
- Téli szerelem (1966)
- Az asszony és az igazság (1966)
- Don Juan (1967)
- Hofi – Koós show  (1969)
- Az érem minden oldala (1969)
- Térzene (1969)
- Harangozó Gyula két táncjátéka (1969)
- 12 óra tánc (1970)
- Libanoni pillanatképek (1970)
- Szomszédlesők (1971)
- Fagyöngy (1972)
- Micsoda idők voltak (1975)
- Vannak még angyalok (1980)
- Halál a pénztárban (1981)
- „Én csak táncolok” - Medveczky Ilona műsora (1981)
- Mennyei hang (1985)
- Nyitott ablak (1988)
- Lavotta úr utolsó szerelme (1990)
- A magam részéről (1994)
- Szilveszter (1964-1965, 1973-1975, 1980, 1982, 1984-1985)
  - Disco-Disco (1979)
  - Hol Colt hol nem Colt (1980)

### Tévésorozat
- Zenés TV Színház (1972–1990)
  - Furfangos diákok (1972)
  - Aventures (1975)
  - Coppélia (1976)
  - Mi muzsikus lelkek (1981)
  - Zsuzsi kisasszony (1987)
  - Egy másik kiállítás képei (1987)
  - Az öreg gavallér 1-2. (1990)

- Robog az úthenger  1-6. (1977)
- Van egy fantasztikus ötlete? (1980)
- Telepódium (1982–1984)
  - Mindenért fizetni kell! (1982)
  - A magyar csoda (1982)
  - A kitüntetés (1982)
  - Csak semmi politika... (1982)
  - A tökéletes házasság (1983)
  - Bombaüzlet (1983)
  - Az áldozat visszatér (1984)
  - Kikkel vagyunk körülvéve? (1984)

## Díjai, kitüntetései
- Balázs Béla-díj (1980)
- A montreux-i fesztivál díja (1986)
- Színház és Filmművészeti Főiskola Aranydiplomája (2003)
- a Magyar Köztársasági Érdemrend lovagkeresztje (2004)
- A Magyar Televízió Örökös Tagja (2005)